# Art director
Art director, reklamtecknare eller reklamformgivare är ett yrke inom reklam-, medie- och underhållningsbranscherna. En art director (AD) hjälper till att leda en kreativ process och styr de visuella delarna av det som skapas. En art director är visuellt och kommunikativt ansvarig och arbetar i reklambranschen ofta i nära samarbete med kreativt ansvarig och en eller flera originalare eller grafiska formgivare. En sådan AD jobbar ofta tillsammans med en reklamskribent, reprograf, fotograf, projektledare och kreativt ansvarig. Andra vanliga yrkeskategorier som en art director leder eller samarbetar med inkluderar webbdesigner, illustratörer och programmerare.

## Definition och olika betydelser
Till skillnad från en creative director, som står för den praktiska och strategiska kreativiteten, står en art director för den estetiska kreativiteten.
Begreppet AD används ibland synonymt med grafisk formgivare, men betecknar ofta en person som ansvarar för den grafiska formgivningen och ibland även arbetsleder andra grafiska formgivare.
Inom anime används ofta på engelska begreppet art director som en översättning av japanskans bijutsu kantokui (美術監督). Den yrkesrollen har mer betydelsen av  den som är ansvarig för uppbyggnaden av filmens bakgrunder.